# Эпплмен, Хейл
Хейл Айзек Э́пплмен (англ. Hale Isaac Appleman; род. 17 января 1986) — американский актёр. Наиболее известен по роли Элиота в телесериале «Волшебники» (2015—2020).

## Личная жизнь
Эпплмен заявил, что «он точно не гетеро», и идентифицирует себя как квир.
Хейл Айзек Эпплман родился 17 января 1986 года в Нью-Йорке. После поступления в Школу драмы Университета Карнеги-Меллон Эпплман начал профессионально сниматься, дебютировав на экране в драматическом фильме "Прекрасный Огайо" (2006) с Уильямом Хертом и Ритой Уилсон в главных ролях. Затем он получил роль в культовом сатирическом фильме ужасов "Зубы" (2007), а затем продолжил с такими фильмами, как "Педро" (2008) и "Ромео и Джульетта", переосмыслив "Рядового Ромео" (2011), в котором он сыграл несколько ролей. После получения повторяющейся роли в популярном, но недолговечном музыкальном сериале "Smash" (NBC 2012-13), Эпплман получил свою первую главную роль в фэнтезийном сериале "Волшебники" (Syfy 2015-). Эпплман сыграл Элиота Вога, сильно пьющего студента факультета магии.

## Фильмография
| Год       |     | Русское название | Оригинальное название | Роль        |
| --------- | --- | ---------------- | --------------------- | ----------- |
| 2006      | ф   | Прекрасный Огайо | Beautiful Ohio        | Эллиот      |
| 2007      | ф   | Зубы             | Teeth                 | Тоби        |
| 2008      | ф   | Педро            | Pedro                 | Джадд       |
| 2011      | ф   | Рядовой Ромео    | Private Romeo         | Джош Нефф   |
| 2012      | с   | Смэш             | Smash                 | Зак         |
| 2012      | кор | —                | Oysters Rockefeller   | Гиббон Перл |
| 2012      | кор | Джагу            | Jagoo                 | Сэм         |
| 2015      | с   | —                | The Walker            | н/д         |
| 2015—2020 | с   | Волшебники       | The Magicians         | Элиот Вог   |
| 2016      | кор | —                | Coldwater Canyon      | Монро       |
| 2021      | с   | Сказать правду   | Truth Be Told         | Лаклан      |